# 76e division d'infanterie (Royaume-Uni)
Pour les articles homonymes, voir 76e division d'infanterie.
La 76e division d'infanterie (Infantry Division) de la British Army est créée lors de la Seconde Guerre mondiale, pour défendre la côte du Norfolk contre une possible invasion allemande. Quand cette menace s'éloigne, elle devient une division chargée de la formation des nouveaux soldats à la fin de l'année 1942. Les nouvelles recrues sont envoyées dans cette unité pour y parfaire leur entraînement. Une fois celui-ci terminé, elles sont dispersées dans les différentes formations de l'armée britannique. En outre, elle sert de réserve pour le 21e groupe d'armées qui combat en Normandie. Après que toutes les troupes disponibles au Royaume-Uni ont quitté le territoire pour rejoindre la France, l'unité est dissoute en septembre 1944. 
En plus de la véritable formation, une 76e division d'infanterie fantôme est créée pour tromper l'ennemi. Elle fait partie de la 4e Armée britannique fictive, devant participer à l'opération Trolleycar, elle aussi inventée de toutes pièces. Celle-ci a pour but de semer la confusion chez les Allemands en leur faisant croire que les Alliés ont pour objectif de débarquer sur le littoral nord de l'Allemagne. Si cette manœuvre est un succès mitigé, elle parvient tout de même à drainer une part de l'attention des Allemands sur la possibilité d'une attaque sur leur flanc nord. 

## Contexte

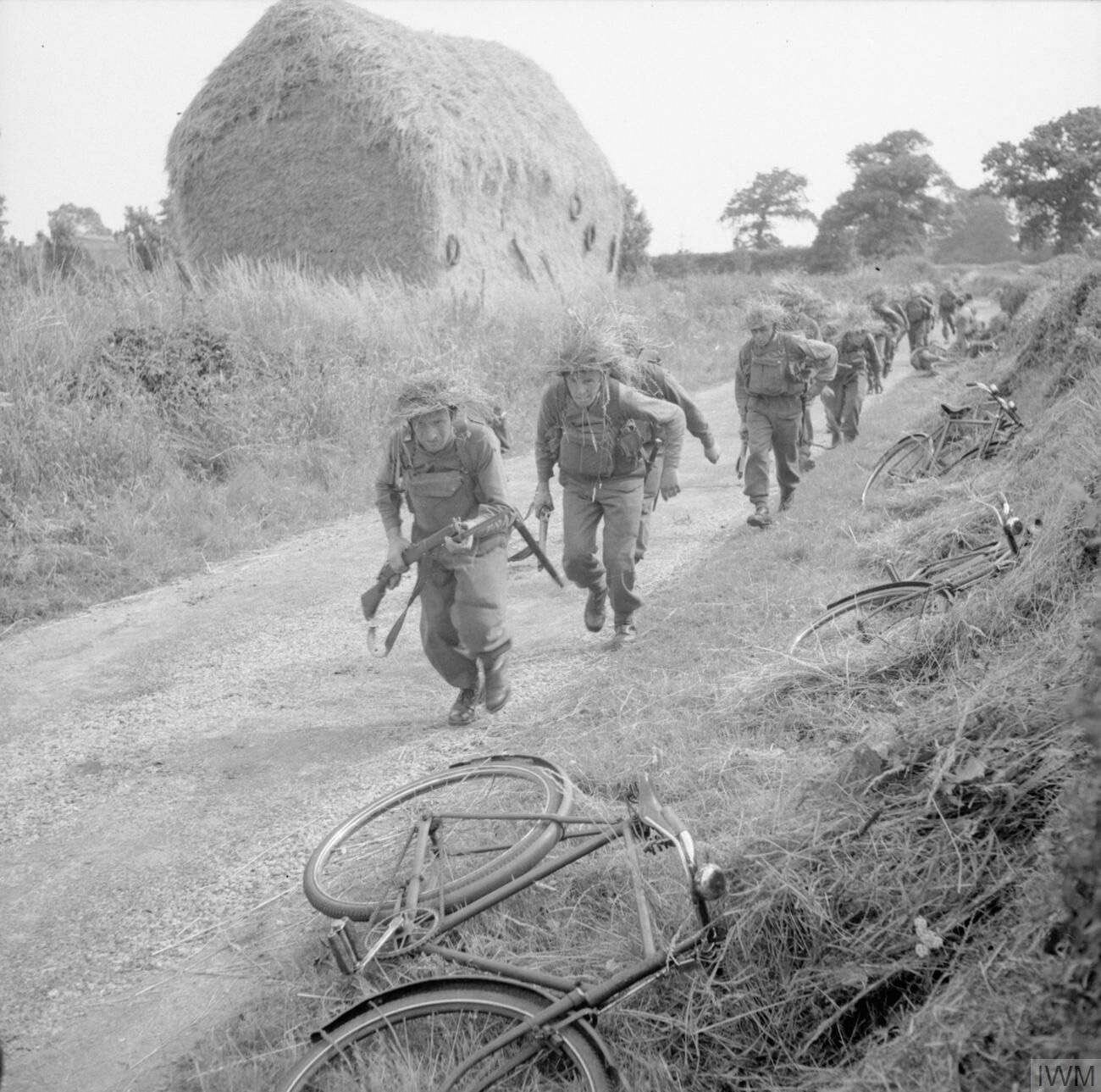
Des hommes du 8th batallion, du Royal Lincolnshire Regiment, procédant à un exercice simulant une invasion allemande dans le Norfold.

Juste après la fin de la bataille de France en 1940, le Royaume-Uni est sous la menace d'une invasion allemande, bien que la bataille d'Angleterre réduise ce danger en empêchant la Luftwaffe d'acquérir une supériorité aérienne. Alors que l'année avance, la taille de la British Army s'accroît fortement puisque 140 nouveaux bataillons d'infanterie sont créés. À la fin de l'année, du fait de la crainte d'une attaque allemande pour 1941, ces nouveaux bataillons sont fusionnés au sein de brigades d'infanterie, affectés aux nouvelles County Divisions (divisions de comté). 
Ces divisions, dont fait partie la Norfolk County Division, comptent autour de 10 000 hommes et elles ont la responsabilité de la défense des portions du littoral du pays susceptibles d'être menacées. Elles remplissent des missions défensives, incluant l'occupation de l'artillerie côtière,. Ces divisions sont statiques, manquant d'éléments mobiles mais aussi d'artillerie, d'unités du génie et de forces de reconnaissance. Elles permettent de suppléer les divisions d'infanterie classiques qui se consacrent à l'entraînement et constituent une force de réserve importante, pouvant être utilisée pour contre-attaquer en cas de débarquement allemand. 
Le 22 juin, les Allemands lancent l'opération Barbarossa consistant en l'invasion de l'URSS. Toutefois, cette vaste offensive ne met pas complètement fin à la menace sur le territoire britannique car le Royaume-Uni craint un effondrement de l'armée soviétique. Dans un tel cas de figure, les unités allemandes pourraient être déployées à l'ouest. La menace persiste y compris avec la venue de l'hiver à la fin de l'année 1941. Dans le même temps, la production d'équipements nouveaux pour la British Army permet au War Office de commencer à mieux équilibrer l'armée. En effet, un grand nombre d'unités d'infanterie ont été créées lors de l'année et demi précédente. Dans le cadre de cette réforme, les County Divisions sont dissoutes.

## Histoire

### Home Defence
Au cours de la guerre, les divisions de la British Army sont divisées entre les Higher Establishment et les Lower Establishment. Les premières ont pour mission d'être déployées au-delà des mers et de combattre tandis que les dernières ont pour fonction la défense du territoire britannique (Home Defence) dans un rôle statique,. Le 18 novembre 1941, la Norfolk County Division est dissoute et transformée pour devenir la 76e division d'infanterie, une division de la catégorie Lower Establishment. Comme sa prédécesseur, elle comprend les 213e, 220e et 222e brigades d'infanterie. En outre, elle est aussi dotée d'une artillerie, d'un régiment antichar, d'hommes du génie et de troupes de reconnaissance à partir de janvier 1942. Sur le papier, l'unité est forte de 17 298 hommes. Le Major General William Maingay Ozanne, l'ancien commandant de la Norfolk County Division depuis sa création, est maintenu à la tête de la 76e division. Celle-ci est assignée au IIe Corps et reprend la charge de la protection du littoral du Norfolk,. L'Imperial War Museum rapporte que l'insigne de la division, un wherry (bachot) du Norfolk rouge, souligne le lien entre la division et la région du Norfolk. Après la division est devenue une unité de formation, l'insigne n'est plus portée que par les membres permanents de l'unité.
La 76e division sert aussi involontairement à mesurer les moyens d'action de l'Abwehr, les services de renseignement allemands. En effet, un ordre de bataille britannique tel qu'estimé par les Allemands tombe entre les mains des Britanniques. Or, parmi les unités listées figure la 76e division ainsi que sa composition presque sans aucune erreur, à l'exception du fait que les Allemands n'ont pas inclus le 1er bataillon du Leicestershire Regiment, estimant que le 18e bataillon du Welch Regiment l'a déjà remplacé. Grâce à ce document, les Britanniques se rendent compte des capacités des Allemands à intercepter les communications au Royaume-Uni. À partir de 1943, ils décident de s'en servir au travers de l'opération Fortitude, en diffusant des informations pour tromper les Allemands sur le lieu de la future opération Overlord.

### Unité de formation

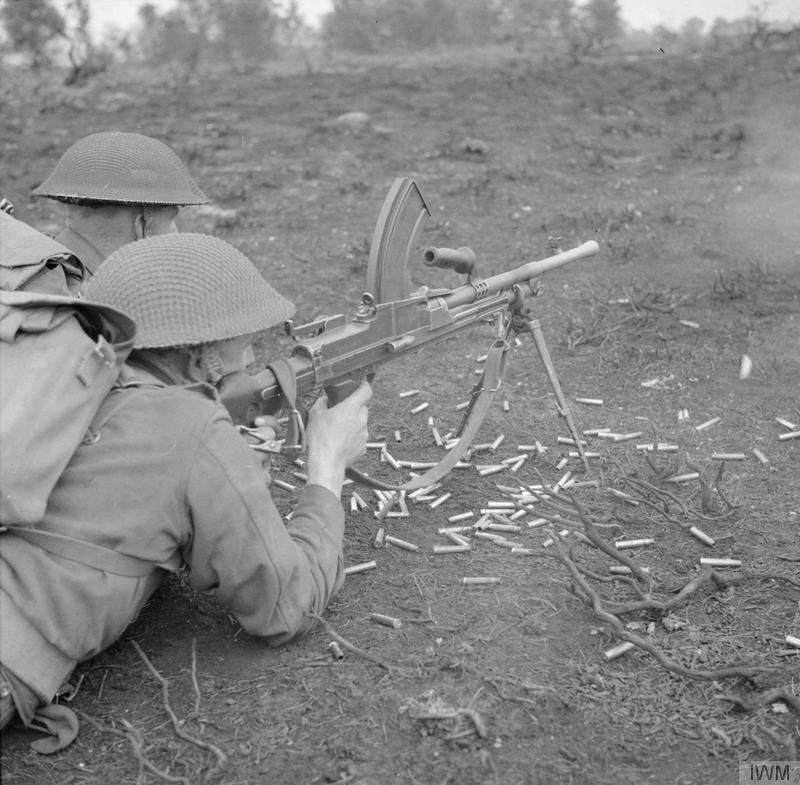
Deux soldats s'entraînent au maniement du fusil-mitrailleur BREN en 1942.

Au cours de l'hiver 1942-1943, l'armée britannique entreprend de former un grand nombre de recrues. La 76e division, aux côtés de la 48e division et de la 77e division, devient une division de réserve. Le 20 décembre, la division est renommée en 76e division d'infanterie de réserve, désormais chargée de la formation des recrues,. Ces trois unités sont complétées par une autre formation d'entraînement, la 80e division d'infanterie de réserve créée le 1er janvier 1943. La 76e division est assignée à l'Eastern Command et est envoyée à Norwich. Les soldats qui ont terminé leur formation initiale sont envoyés dans ces divisions d'entraînement. Là, ils reçoivent cinq semaines d'entraînement au niveau de la section, du peloton et de la compagnie, avant un exercice final de trois jours. Une fois ce cycle terminé, les recrues sont en mesure d'être envoyées à l'extérieur rejoindre les formations de combat.
Au 30 juin 1944, la 76e division d'infanterie de réserve, aux côtés des autres divisions d'entraînement, regroupe un total de 22 355 hommes, parmi lesquels seuls 1 100 sont directement mobilisables comme renforts pour le 21e groupe d'armées. Le reste des effectifs est considéré comme non disponible pour le combat pour plusieurs raisons, qu'elles soient médicales ou liées à leur manque d'entraînement. Lors des six mois qui suivent, jusqu'à 75 % de ces hommes sont déployés pour renforcer le 21e groupe d'armées, après la fin de leur entraînement et avoir atteint les aptitudes physiques requises. Stephen Hart commente ainsi que, en septembre, le 21e groupe d'armée a laissé les Homes Forces sans plus aucune force d'infanterie mobilisable, en raison des pertes subies lors de la bataille de Normande, qui réduisent la British Army à « de jeunes garçons, de vieux soldats et des hommes insuffisamment en condition », à l'exception notable de 52e (Lowland) division d'infanterie. Le 1er septembre 1944, la division est dissoute. Utterson-Kelson reçoit le commandement de la 47e division d'infanterie de réserve qui prend la suite de la 76e division.

### Opération de diversion

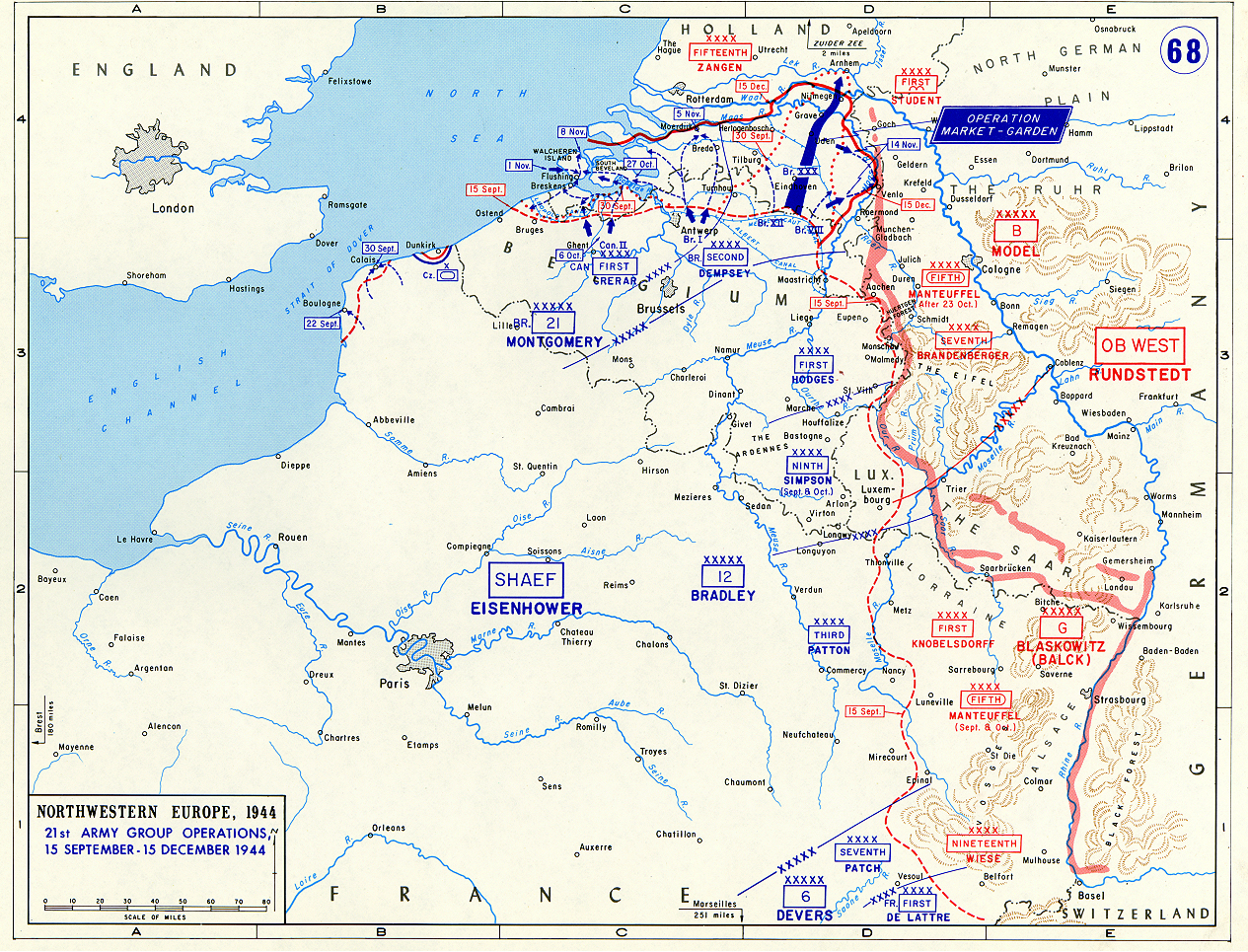
La ligne de front au moment de l'opération Market Garden.

La création d'une unité fictive émerge lors de la réorganisation des forces britanniques. Au cours de l'année 1944, la British Army fait face à un manque d'effectifs. Elle ne dispose pas d'assez de recrues pour combler les pertes sur le champ de bataille et des efforts sont faits pour y remédier, comme le choix de reconvertir des hommes combattant dans l'artillerie ou dans la Royal Air Force en troupes d'infanterie. Le War Office décide de réduire la taille de l'armée et de transférer les hommes restants dans les différentes unités, pour que celles-ci disposent des effectifs les plus proches possibles de ceux théoriques. Cela explique la désactivation de la 76e division d'infanterie.
La Force R, qui est l'unité chargée de l'opération Fortitude, saisit cette occasion pour faire survivre l'unité en tant que division fantôme. Une histoire est inventée de toutes pièces pour justifier le changement de statut de l'unité. Il est affirmé qu'à l'approche de la fin de la guerre, plusieurs divisions de la Territorial Army doivent revenir progressivement à leurs fonctions en temps de paix, qui consistent en de la formation. De ce fait, leur équipement et leurs ressources sont transférés à d'autres unités, en l'occurrence la 47e division pour ce qui concerne la 76e division. Dès lors, la 76e division devient une Higher Establishment division et est placé en réserve du 21e groupe d'armées.
En tant qu'unité destinée à tromper l'ennemi, la division s'intègre dans la fausse opération Trolleycar. Celle-ci est d'abord conçue comme un assaut amphibie fictif sur le littoral des Pays-Bas, mené par la 4e armée britannique, qui n'existe pas matériellement. Le but est de profiter du succès de la réelle opération Market Garden. Toutefois, face aux difficultés rencontrées par les Alliés lors de la bataille d'Arnhem, le faux plan d'invasion est laissé tomber. L'opération est ranimée avec un autre objectif, faire croire aux Allemands que la 4e armée britannique va débarquer près d'Emden, en soutien d'une imaginaire offensive de la 1re Armée canadienne à l'ouest d'Arnhem et à travers les Pays-Bas. Cette prétendue opération est maintenue jusqu'en 1945, avant d'être abandonnée en janvier. En dépit de la décision des Britanniques de ne plus tromper les Allemands à propos d'un possible débarquement, d'autant que les Allemands ont appris à se méfier de ces informations, ceux-ci restent vigilants quant à la perspective d'un débarquement ennemi sur le littoral nord de l'Allemagne jusqu'à la fin de la guerre,. 

## Commandants de la division
Trois généraux se sont succédé à la tête de la division :
- 18 novembre 1941 : Major General William Maingay Ozanne[9] ;
- 21 décembre 1943 : Major General Collin Callander[9] ;
- 13 mars 1944 : Major General John Edward Utterson-Kelso[9].